# Kwami Eninful
Kwami Akoeté Kacla Eninful (ur. 20 listopada 1984) – togijski piłkarz występujący na pozycji obrońcy lub defensywnego pomocnika w IZ Khemisset.

## Kariera
Kwami Eninful karierę rozpoczynał w AS Douanes Lomé. W 2006 roku trafił do mołdawskiego Sheriffu Tyraspol. Rozegrał tu 32 spotkań w lidze. W międzyczasie był wypożyczony do libijskiego Al-Ittihad Trypolis. W sezonie 2009/2010 występował w barwach US Monastir. Potem odszedł do AS Marsa. W 2014 grał w Sapins FC, a następnie odszedł do IZ Khemisset.
W reprezentacji zadebiutował w 2007 roku. Był również powołany na Puchar Narodów Afryki 2010, jednak Togo zostało z niego ostatecznie wycofana, z powodu ataku na ich autokar.